# Sônia Benedito
Sônia Benedito (San Paolo, 19 gennaio 1978) è una pallavolista brasiliana.
Gioca nel ruolo di schiacciatrice nel São Caetano.

## Carriera
Sônia Benedito, detta Soninha, inizia la sua carriera nelle giovanili dell'Esporte Clube Pinheiros, squadra di San Paolo: viene poi promossa nella prima squadra che milita nel massimo campionato brasiliano.
Nel 1996 viene ingaggiata dall'Osasco Voleibol Clube, con la quale resta legata per quattro stagioni, prima di passare al Flamengo per una stagione e poi all'Automóvel per altre tre. 
Dopo una stagione nel Minas Těnis Clube nel 2005 torna nella squadra dell'Osasco Voleibol Clube.
Nella stagione 2006-07 arriva in Italia, ingaggiata dal Santeramo Sport, squadra di serie A1. Dopo due stagioni, nel 2008 resta in Puglia, passando al Castellana Grotte.
Nel 2010-11 ritorna in Brasile, nell'Esporte Clube Pinheiros. Nella stagione 2011-12 viene ingaggiata dal Sesi. La stagione successiva passa al Campinas Voleibol Clube. Nel campionato 2013-14 va a giocare nel São Bernardo. Sempre in Superliga Série A veste le maglie del Bauru per la stagione 2014-15 e quella del São Caetano nella stagione 2015-16.

## Premi individuali
- 2008 - Serie A1: Miglior ricevitrice